# فيزا جي-2
فيزا جي-2 هي تأشيرة لغير المهاجرين تصدرها الولايات المتحدة للأزواج ومعالي الزوار المتبادلين جي-1. يمكن لأي شخص حامل لتأشيرة جي-2 مع وثيقة ترخيص العمل (إي إيه دي) ان يعمل لدى أي صاحب عمل في الولايات المتحدة دون كفالة. أُصدر 39.350 تأشيرة جي-2 عام 2017.

## تصريح العمل
يمكن لزوار جي-2 طلب تصريح عمل من خدمات المواطنة والهجرة بالولايات المتحدة (USCIS) من خلال تقديم الطلب آي-765. عادة مايستغرق الحكم ما بين 3 و 5 أشهر.
في حالة الموافقة ، ستصدر وثيقة تفويض العمل (إي إيه دي) ، تخوّل زائر جي-2 للعمل لمدة تصل إلى سنة واحدة. يمكن تقديم طلبات الحصولعلى تصريح عمل إضافي سنويًا حتى نهاية تأشيرة جي-2. ومع ذلك ، ذكر بعض حاملي تأشيرة الدخول فئة جي-2 أنهم تلقوا بطاقات (إي إيه دي) صالحة حتى نهاية تأشيرة دخول جي-2 الخاصة بهم.

## التسجيل الأكاديمي
يمكن لزوار جي-2 التسجيل في البرامج الأكاديمية كطلاب ترفيه أو باحثين عن شهادات. لا توجد متطلبات انتساب مرتبطة بحاملين جي-2؛  يمكن للطلاب التسجيل بدوام كامل أو جزئي و توقيف برنامجهم في أي وقت.  يمكن لزوار جي-2 الذين لم يكملوا برنامجهم الأكاديمي في الوقت الذي تنتهي فيه حالة جي-1 الرئيسية تقديم التماس لتغيير وضع الطالب اف-1، بشرط ألا يكونوا خاضعين لمتطلبات الإقامة لمدة عامين.